# Kepler-223
зоря, обертальна змінна зоря, джерело ближнього інфрачервоного випромінювання, еруптивна змінна зоряKepler-223
KOI-730 — зоряна система, виявлена за допомогою космічного телескопа Kepler, яка знаходиться в сузір'ї Лебедя. Особливість цієї системи полягає в наявності чотирьох екзопланет, що перебувають у точному орбітальному резонансі. Це одна з небагатьох відомих систем із таким високим рівнем гравітаційного зв'язку між планетами.

## Відкриття
Систему KOI-730 було ідентифіковано в рамках місії Kepler, спрямованої на пошук екзопланет методом транзитів. Телескоп фіксував періодичні затемнення яскравості зірки, спричинені проходженням планет перед її диском. Перші дані про цю унікальну систему були оприлюднені в 2011 році, що надало астрономам змогу уважно дослідити її динамічні особливості.

## Характеристики зірки
- Спектральний клас: G (жовтий карлик, схожий на Сонце)
- Температура поверхні: близько 5500 K
- Радіус: приблизно 1,1 радіуса Сонця
- Маса: близько 1,0 маси Сонця
- Сузір'я: Лебідь
- Відстань від Землі: орієнтовно 1100 світлових років
- Світність: наближена до сонячної

### Екзопланети
Система KOI-730 включає чотири екзопланети, які знаходяться в орбітальному резонансі 3:4:6:8. Це означає, що за 3 оберти найзовнішнішої планети інші здійснюють відповідно 4, 6 та 8 обертів. Подібні унікальні конфігурації є рідкісним явищем і засвідчують складний характер гравітаційних взаємодій між планетами системи.

### Основні параметри планет
KOI-730 b
- Орбітальний резонанс: 3
- Радіус: ≈ 1,2 радіуса Землі
- Припущена маса: ≈ 2,3 маси Землі

KOI-730 c
- Орбітальний резонанс: 4
- Радіус: ≈ 1,3 радіуса Землі
- Припущена маса: ≈ 2,6 маси Землі

KOI-730 d
- Орбітальний резонанс: 6
- Радіус: ≈ 1,4 радіуса Землі
- Припущена маса: ≈ 3,0 маси Землі

KOI-730 e
- Орбітальний резонанс: 8
- Радіус: ≈ 1,5 радіуса Землі
- Припущена маса: ≈ 3,5 маси Землі

## Орбітальний резонанс
KOI-730 представляє одну з небагатьох систем, де чотири планети перебувають у чіткому резонансі. Подібні структури надзвичайно рідкісні у відомому Всесвіті. Орбітальний резонанс забезпечує довготривалу стабільність системи, запобігаючи зіткненням або значним змінам траєкторій обертання протягом мільярдів років. Аналогічний принцип спостерігається й у супутників Юпітера — Іо, Європи та Ганімеда, які утворюють резонансну конфігурацію 1:2:4.

## Значення відкриття
Дослідження системи KOI-730 відкриває нові горизонти для розуміння процесів формування та еволюції планетних систем. Її стабільність свідчить про можливість існування стійких багатопланетних конфігурацій навколо інших зірок. Аналіз таких систем дозволяє краще уявити умови, необхідні для формування планет, які могли б бути придатними для життя.